# Thomas Maroney
Thomas Maroney (Thomas Aloysius Maroney; * 12. August 1895 in New York City; † Januar 1971 in der Bronx) war ein US-amerikanischer Geher.
Bei den Olympischen Spielen 1920 in Antwerpen wurde er Fünfter im 3000-Meter-Gehen und Sechster im 10.000-Meter-Gehen.